# Concours général
Het concours général is een nationale competitie, die sinds 1744 elk jaar in Frankrijk plaatsvindt voor leerlingen van de Première (5e klas middelbare school) en de Terminale (zesde en laatste klas van de middelbare school). De competitie vindt plaats in bijna alle onderwezen vakken, op zowel algemene en technische middelbare scholen ([ycée) als op beroepsopleidingen (lycée professionel). De examens vinden plaats in maart. De resultaten worden in juni of juli bekendgemaakt. 
Per onderwezen vak zijn er tot 18 prijzen te vergeven: 
- Tot maximaal 3 prijzen. Een student die een prijs wint (laureaat), neemt deel aan een ceremonie in het grote amfitheater van de Sorbonne Universiteit in Parijs, waar hij of zij het diploma krijgt uitgereikt door de Minister van Onderwijs
- Tot maximaal 5 Accessits
- Tot maximaal 10 regionale prijzen

## Huidige lijst van onderwerpen
Studenten in de 5e klas van de middelbare school (alle reeksen):
- Frans
- Geschiedenis
- Aardrijkskunde
- Latijns-Franse vertaling (Latijnse versie)
- Frans-Latijnse vertaling (Latijns thema)
- Grieks-Franse vertaling (Griekse versie)

Studenten in de 5e en 6e klas van de middelbare school (alle reeksen):
- Beeldhouwkunst
- Muziek

Studenten in de 6e klas van de middelbare school (Algemene Middelbare scholen ):
- Filosofie (twee afzonderlijke examens voor wetenschappelijk/economische- en de geesteswetenschappen studenten)
- Wiskunde (alleen op de natuurwetenschappelijke afdeling)
- Natuurkunde en Scheikunde (alleen op de natuurwetenschappelijke afdeling)
- Biologie en Geologie (alleen op de natuurwetenschappelijke afdeling)
- Ingenieurskunst (alleen op de natuurwetenschappelijke afdeling)
- Economie (alleen op de economische afdeling)

Taalexamens:
- Arabisch
- Chinees (vanaf 2007)
- Engels
- Duits
- Hebreeuws
- Italiaans
- Portugees
- Spaans
- Russisch

Studenten van technologische- en professionele middelbare scholen doen meestal examen in hun hoofdvak.

## Alumni
Het Concours général werd in 1744 voor het eerst gehouden. Het behalen van een laureaat van het Concours général is een zeer prestigieuze prijs. Veel bekende Franse wetenschappers, politici, kunstenaars en literaire figuren hebben het Concours général in een of meerdere vakken gewonnen. Winnaars waren onder meer: Anne Robert Jacques Turgot, baron de Laune, Antoine Lavoisier, Camille Desmoulins, Augustin Louis Cauchy, Émile Littre, Charles Augustin Sainte-Beuve, Alfred de Musset, Urbain Le Verrier, Charles Baudelaire, Edmond de Goncourt, Marcellin Berthelot, Hippolyte Taine , Fustel de Coulanges, Émile Boutroux, Paul Bourget, Henri Poincaré, Jean Jaurès, Paul Painlevé, André Suares, Leon Blum, Fernand Gregh, Charles Peguy, Jerome Carcopino, André Maurois, Maurice Couve de Murville, Edgar Faure, Maurice Schumann, Roger Nimier, Laurent Schwartz, Charles Alexandre de Calonne, Maximilien de Robespierre, André Chénier, Jules Michelet, Victor Hugo, Auguste Blanqui, Charles Forbes Rene de Montalembert, Évariste Galois, Henri d'Orleans, Louis Pasteur, Edmond About, Lucien-Prevost Anatole-Paradol, Sadi Carnot, Émile Faguet, Jules Lemaitre, Henri Bergson, Alexandre Millerand, Emile Chartier (Alain), Maurice Denis, Édouard Herriot, Alfred Jarry, André Tardieu, Jean Giraudoux, Jules Romains, René Huyghe, Georges Pompidou, Antoine Blondin, Louis Neel, Valerie Mangin